# LaMark Carter
LaMark Carter, född den 23 augusti 1970 i Shreveport, är en amerikansk före detta friidrottare som tävlade i tresteg. 
Carters främsta meriter var tre VM-finaler i tresteg. Vid inomhus-VM 1999 blev han silvermedaljör efter Charles Michael Friedek. Vid både utomhus-VM 1999 och inomhus-VM 1995 slutade han på sjätte plats. 
Han deltog vid Olympiska sommarspelen 2000 men blev där utslagen i kvalet. 
Vid amerikanska OS-uttagningarna 2004 åkte han fast för dopning och stängdes av. Han har inte återvänt till friidrotten efter det. 

## Personliga rekord
- Tresteg - 17,44 från 1998